# Монголија
Монголија, држава је у источној Азији, која се граничи са Русијом на северу и Кином на југу, главни град је Улан Батор. У старијим документима може се наћи још и име Спољна Монголија (за разлику од Унутрашње Монголије која је као аутономна област део Кине). До промене Устава 1992. звала се Народна Република Монголија. Монголија је члан: УН и има статус посматрача у Шангајској организацији за сарадњу.
Са 1.564.116 km², Монголија је 18. по површини и најређе несељена суверена држава на свету, са популацијом од око три милиона људи. То је уједно и друга по величини земља без излаза на море иза Казахстана и највећа таква земља која се не граничи са затвореним морем. Земља садржи веома мало обрадиве земље, јер већи део ње прекривају травнате степе, са планинама на северу и западу и пустињом Гоби на југу. У Улан Батору, главном и највећем граду, живи око 45% становништва земље. Улан Батор такође дели ранг најхладнијег главног града на свету са Москвом, Отавом и Нур Султаном.
Територија данашње Монголије била је под влашћу разних номадских империја, укључујући Сјонгну, Сјанбеј, Роуран, Први туркијски каганат, Други туркијски каганат, Ујгурски каганат и друге. Године 1206, Џингис-кан је основао Монголско царство, које је постало највеће непрекидно копнено царство у историји. Његов унук Кублај Кан освојио је Кину и успоставио династију Јуан. Након колапса Јуана, Монголи су се повукли у Монголију и наставили свој ранији образац фракцијских сукоба, осим током ере Дајан Кана и Тумен Засагт Кана. У 16. веку, тибетански будизам се проширио на Монголију, а даље га је предводила династија Ћинг коју су основали Манџурци, која је апсорбовала земљу у 17. веку. До почетка 20. века, скоро једна трећина одрасле мушке популације су били будистички монаси. Након распада династије Ћинг 1911. године, Монголија је прогласила независност и остварила стварну независност од Републике Кине 1921. Убрзо након тога, земља је постала сателитска држава Совјетског Савеза. Године 1924, основана је Монголска Народна Република као социјалистичка држава. Након антикомунистичких револуција 1989. године, Монголија је извела сопствену мирну демократску револуцију почетком 1990. То је довело до вишепартијског система, новог Устава из 1992. године и преласка на тржишну економију.
Отприлике 30% становништва је номадско или полуномадско; култура коња остаје интегрална. Будизам је већинска религија (51,7%), док су нерелигиозни друга највећа група (40,6%). Ислам је трећа по величини верска идентификација (3,2%), концентрисана међу етничким Казахстанцима. Огромна већина грађана су етнички Монголи, дук су отприлике 5% становништва Казаци, Тувинци и друге етничке мањине, које су посебно концентрисане у западним регионима. Монголија је чланица Уједињених нација, Азијског дијалога о сарадњи, Г77, Азијске банке за инфраструктурне инвестиције, Покрета несврстаних и глобални партнер НАТО-а. Монголија се придружила Светској трговинској организацији 1997. године и настоји да прошири своје учешће у регионалним економским и трговинским групама.

## Историја
Још у античко време су Монголију због нестварно сурове климе насељавала готово искључиво номадска племена сточара; у тој великој земљи постојала су тек спорадично мања насеља Самоједа и Ујгура, као и нека под кинеским утицајем.
Још у то време долазило је до напада појединих племена на Кину и на пут свиле која је пролазила западно средњом Азијом. У средњем веку успело је Џингис-кану (1155—1227) ујединити монголска племена у државу која је неколико векова владала светским царством, које је 1240. године досезало чак до средње Европе. Његов унук Кублај-кан (†1294 у Пекингу) основао је у Кини династију Јуан, и будистичким свештеницима пренео право управљања Тибетом. Након неколико раздобља слабости око 1400-е је под Тимур Ленком опет створено велико царство које је касније у раздобљу имеђу 1690. и 1757. године прешло на кинеску династију Ћинг.
Након њеног слома 1911. Монголија је прогласила независност, али је ипак (упркос руској помоћи) потрајало до 1921. да су кинеске снаге (северни милитаристи) коначно истеране из земље. 1924. године проглашена је Народна Република Монголија, и постала је земља-сателит Совјетског Савеза. У амбицији совјетског водства да од Монголије направе модерну комунистичку државу, готово потпуно је уништено традиционално номадско сточарство, што је узроковало велике економске проблеме. За време стаљинистичких чистки убијено је око 38.000 Монгола, међу осталима, готово сва интелигенција земље и око 18.000 будистичких монаха. Готово сви будистички манастири Монголије са свим њиховим културним благом и библиотекама бесповратно су уништени.
На крилима промена у источној Европи појавио се 1990. и у Монголији демократски покрет, а први слободни избори одржани су 1992. Данас је демократија у Монголији стабилнија него у било којој другој држави средње Азије. На председничке изборе у мају 2005. изашла су по два пређашња председника владе и два индустријалца, дакле четири угледна кандидата. Главне предизборне теме биле су тржишна привреда и борба против незапослености и корупције; ово задње приписивало се обојици кандидата који су ушли у други круг.
Од 1990. до 1996. владали су реформирани комунисти, а онда до 2000. Демократска странка. Од 2004. на власти је велика коалиција реформираних комуниста и демократских странака.

## Географија
Са 1.564.116 km2 (603.909 sq mi), Монголија је 18. по величини земља на свету. Значајно је већа од следеће по величини земље, Перуа. Углавном се налази између географских ширина 41° и 52°С (јена мала област је северније од 52°), и географске дужине 87° и 120°И. Као референтна тачка, најсевернији део Монголије се налази на приближно истој географској ширини као Берлин (Немачка) и Саскатун (Канада), док је најјужнији део на приближно истој географској ширини као Рим (Италија) и Чикаго (САД). Најзападнији део Монголије је на приближно истој географској дужини као Калкута у Индији, док је најисточнији део на истој географској дужини као Ћинхуангдао и Хангџоу у Кини, као и западни руб Тајвана. Иако Монголија нема границу са Казахстаном, њена најзападнија тачка је само 36,76 km (22,84 mi) од Казахстана, скоро чинећи квадритачку.
Географија Монголије је разнолика, са пустињом Гоби на југу и хладним, планинским регионима на северу и западу. Већи део Монголије се састоји од монголско-манџуријских пашњака, са шумовитим површинама које чине 11,2% укупне површине земљишта, што је већи проценат од Ирске (10%). Цела Монголија се сматра делом Монголске висоравни. Највиша тачка у Монголији је врх Кутен у масиву Таван богд на крајњем западу на 4.374 m (14.350 ft). Слив језера Увс, који дели са Републиком Тува у Русији, природно је место светске баштине.

### Положај
Државе са којима се Монголија граничи су Кина и Русија. 
Монголија је врло ретко насељена земља степа, планина и пустиња. Са 1.565.501 km² она је 18-та држава по величини од укупно 193 државе, тек нешто мало мања од Ирана, али за разлику од Ирана, са својих 2,66 милиона становника има само 4% његовог становништва - исто колико и 140 пута површином мање острво Јамајка. Таква ретка насељеност неће се, вероватно, у овом веку озбиљније мењати, иако је истина да се становништво Монголије у задњих 30 година удвостручило.
Монголија нема излаз на море. Јужни део земље заузима пустиња Гоби док западни и северни део заузимају планински предели. Највећи врх Монголије има висину од 4374 m.

### Геологија и рељеф
Од педесетих година двадесетог века до 1990, на простору Монголије, радом совјетских и монголских геолога дефинисано је преко 1100 аномалних појава и око 300 зона са повишеном радиоактивношћу.

### Клима
Због суве, изражено континенталне климе током године температура веома осцилира. Зими просечна дневна температура се креће око -25 °C, а лети је просечно +25 °C чиме су разлике 2-3 пута веће него у западној Европи. Средња годишња количина падавина је једва изнад 200 mm. Тек са друге стране климатске поделе коју овде чини Монгол Шан, висораван којим истовремено пролази и граница према (данас Кинеској Унутрашњој Монголији) Јужној Монголији, количина падавина достиже 400 mm.
Положај на централноазијској висоравни доноси Монголији једну од екстремнијих континенталних али и аридних клима на свету. Већ су разлике у просечним температурама између дана и ноћи необично велике, док оне између зиме и лета достижу чак 100 °C. То је разлог због ког се у Монголији налазе најјужнија подручја трајно залеђене земље која се, осим горњих неколико центиметара, никада не одледи, а осим тога и најсеверније пустиње на Земљи. Само 10% земље је шумовито, (претежно у планинама севера и запада), а мање од 1% је обрадиво.

## Административна подела
Монголија је подељена на 21 провинцију (монг. аймаг) и на 315 округа (монг. сум). Главни град је Улан Батор који има посебан статус савезног округа. Провинције су следеће:
- Архангај
- Бајан-Улгиј
- Бајанхонгор
- Булган
- Дархан-Ул
- Дорнод
- Дорногови
- Дундгови
- Гови-Алтај
- Говисумбер
- Хентиј
- Ховд
- Хувсгул
- Умнугови
- Орхон
- Увурхангај
- Селенге
- Субхатар
- Тув
- Увс
- Џавхан

## Становништво
Монголија је 2010. имала 2.647.545 становника. Значајна већина становништва припада народу Монгола (82,40%)На западу земље живи нешто мало Казахстанаца (3,86%) и занемариви број припадника разних других народа. Прираст становништва у Монголији је око 2,2%. Према подацима УН писменост међу одраслима је већа од 98%, а неколико хиљада студената се школује на западу. Монголски се уобичајено користи ћириличним писмом.
Главна религија је Ламаизам (тибетански облик Будизма), а уз то велику улогу има и Шаманизам, али има и муслимана који чине 4 процента становништва као и 20.000 хришћана. Казаси на западу земље припадају исламу. Просечни животни век је око 67 година.

## Привреда
Монголска привреда је претежно аграрна; традиционални производи су месо, млеко и вуна. Осим тога, производи се нешто житарица (на само пар промила површине), кромпир и поврће. У укупном друштвеном бруто производу пољопривреда - једнако као и индустрија - учествује са непуних 30%.
Рудно богатство Монголије се састоји углавном од угља, неких минерала, бакра нафте, злата и сребра .
Након дужег раздобља стагнације (1990—2002) у последњих неколико година привреда се опоравља и показује раст од 5,3 до 10%. Тај раст почива већим делом на услужним делатностима чији је део у укупној привреди нарастао на око 40%, и на нешто повољнијим светским ценама бакра и злата. Међутим, резултат тог пораста је углавном заобишао сиромашно становништво. Испод границе сиромаштва и даље живи око 36% становништва, слично као и 1990. Тешке године реформи повећале су додуше удео приватног предузетништва на око 80%, али су се повећале социјалне разлике као и оне између града и села. Владини подаци приказују око 4% незапослених, међутим, неки међународни стручњаци сматрају да је процена од око 25% незапослених ближа истини.

## Култура

### Традиција
Монголи су традиционално номадски народ, народ јахача. До средине 20. века њихов свакодневни живот био је нераскидиво повезан са коњима. Још и данас изван градова деца науче јахати пре него што проходају. Након 1990. године, људи се покушавају вратити својим коренима и номадском животу.
Континуитет у преносу неопходних знања за преживљавање у таквим условима је већим делом изгубљен. Мукотрпно се покушавају оживети сећања старих људи и обилази се онај мали део становништва који је успео да се одупре покушајима „модернизовања“ у време зависности од Совјетског Савеза како би се за будућа покољења сачувала успомена на традицију стару више векова.

### Национални празници
Монголски национални празник је 11. јун и зове се Надам. На тај дан сећају се револуције од 1921. кад је протерана кинеска окупациона војска. Међутим, цена за то је плаћена великом зависношћу од тадашњег Совјетског Савеза. У то време се одржавају такмичења у монголском рвању, гађању луком и коњичке трке једногодишњака.
Национални празник је 26. новембар у част оснивања Народне Републике Монголије 1924. године.